# 布萊克哈莫克
布萊克哈莫克（英語：Black Hammock）是位於美國佛羅里達州塞米諾爾縣的一個人口普查指定地區。

## 地理
布萊克哈莫克的座標為28°42′37″N 81°10′59″W / 28.71028°N 81.18306°W，而該地最高點為海拔高度3米（即10英尺）。

## 人口
根據2010年美國人口普查的數據，布萊克哈莫克的面積為26.28平方千米，當中陸地面積為26.28平方千米，而水域面積為0.00平方千米。當地共有人口1144人，而人口密度為每平方千米43人。